# (174567) Varda
Varda (2003 MW12) és un objecte del cinturó de Kuiper que òrbita al voltant del Sol a 46 ua de distància mitjana. Té un diàmetre d'aproximadament 765 kilòmetres segons el mètode de l'assupció d'albedo.
El seu descobriment es va produir el 21 de juny del 2003 en el Steward Observatory (Arizona, EUA), per part de J.A.Larsen, dins del programa de detecció d'asteroides i cometes Spacewatch.
Dins de la categoria d'objectes del cinturó de Kuiper, 2003 MW12 pertany a la subcategoria dels cubewanos.